# Hubert Bath

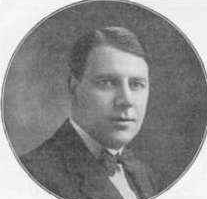
Hubert Bath

Hubert Charles Bath (* 6. November 1883 in Barnstaple, Devon; † 24. April 1945 in Harefield) war ein englischer Komponist und Dirigent.

## Leben
Bath war Sohn eines Lehrers und Kirchenchorleiters. Im Alter von 17 Jahren kam er an die Royal Academy of Music und studierte dort Klavier, Orgel und Komposition bei Frederick Corder. Als Dirigent arbeitete er für die Quinlan Opera Company und die Carl Rosa Opera Company; er war Musikdirektor des London County Council und Leiter einer Opernklasse. Bekannt wurde er durch zahlreiche Filmmusiken, die er ab 1929 schrieb.
Sein Sohn John Bath (1915–2004) war ebenfalls als Filmmusikkomponist tätig.

## Kompositionen

### Bühnenwerke
- The Spanish Student (1904). Libretto: nach Henry Wadsworth Longfellow
- Young England. Operette (Musik zusammen mit George Clutsam). Libretto: Basil Hood. UA 1915 Birmingham(?) (1916 London (Daly’s Theatre)?)

- daraus das Lied Sweethearts and Wives

- Bubbole. Libretto: ?. UA 1920 Mailand
- Bubbles Libretto: ?. UA 26. November 1923 Belfast (Carl Rosa Opera Company)
- The Sire de Maletroit’s Door (Einakter). Libretto: ?
- The Three Strangers (Einakter). Libretto: nach Thomas Hardy
- Trilby. Libretto: nach Gerald du Maurier

### Vokalkompositionen

#### Kantaten
- The Jackdaw of Rheims für Männerchor
- Men on the Line für Männerchor
- Psyche’s Departure
- Orpheus and The Sirens
- The Legend of Nerbudda (1908)
- The Wedding of Shon Maclean (1909). UA 1910 Leeds Festival
- Look at the Clock. Welsh Rhapsody (1910)
- The Wake of O’Connor (1913)

#### Chorsätze
- The Heart of the Night (1910)
- When You Sing (1911)
- Voices of the Air (1911). Drei Lieder für gemischten Chor (SAATBB)

Darin: Dream-wind (“When, like a sleeping child…”). Text: William Sharp (unter dem Pseudonym Fiona Macleod)

#### Klavierlieder
- The bells of youth (“The Bells of Youth are ringing in the gateways of the South…”; 1907). Text: William Sharp (Pseudonym Fiona Macleod)
- Eily (1908). Text: William Sharp (Pseudonym Fiona Macleod)
- Hushing song (“Eilidh, Eilidh…”; 1909). Text (1896): William Sharp (Pseudonym Fiona Macleod)
- The bugles of Dreamland (1909). Text (1896): William Sharp (Pseudonym Fiona Macleod)
- Destiny (“Somewhere there waiteth in this world of ours”; 1911). Text (1853): Edwin Arnold (1832–1904)
- Evoë. A Sea Sketch (“Oceanward, the sea-horses sweep magnificently…”; vor 1945). Text (1896): William Sharp (Pseudonym Fiona Macleod)
- Love in a cottage. Text: William Sharp (Pseudonym Fiona Macleod)
- Bedtime Ballads. Texte: ?
- It Was a Golfer and his Lass. Text: ?
- Three Indian Songs. Texte: ?
- Lieder für die “ballad opera” Polly (1920er Jahre). Texte: ?
- The Vikings’ War Song. Text: ?
- The Jolly Roger. Text: ?
- Sea Memories. Text: ?

#### Melodramen
- The elfin shoemaker (“Little Cowboy, what have you heard…”; vor 1912). Text (1865): William Allingham (1824[28?]–1889)
- Death-in-Love (“There came an image in Life’s retinue…”; 1912?) für Sprechstimme, Klavier, Orgel, 3 Violinen und 3 Violoncelli. Text (1870): Dante Gabriel Rossetti
- Fairies (“Up the aery mountain…”). Text (1850): William Allingham (1824[28?]–1889)

### Instrumentalmusik

#### Für Orchester
- Summer Nights waltz (1901)
- Two Sea Pictures. UA 1909 London (Proms, Dirigent: Henry Wood)
- African Suite. UA 1915 London (Proms, Dirigent: Henry Wood)
- The Visions of Hannele. Symphonische Dichtung (1913, Neufassung 1920) (nach dem Stück Hanneles Himmelfahrt [1893] von Gerhart Hauptmann)
- Two Japanese Sketches (auch Fassung für Klavier)
- Egyptian Suite (auch Fassung für Klavier)
- The Norwegian Suite für kleines Orchester
- Scenes from the Prophets. Orientalische Suite
- Pierrette by the Steam
- Woodland Scenes
- Troubadour Suites 1&2
- Petite Suite Romantique
- Devonia

1. Prelude. Breeze at Hartland Point – 2. Melodie d’amour. Lorna of Exmoor – 3. Sea Dogs of Devon. Nautical march
- Midshipman Easy. Ouvertüre (nach der gleichnamigen Erzählung [1836] von Frederick Marryat)

#### Für Blasorchester (Brass Band)
- Freedom (1922)
- Honour and Glory (1931)
- Out of the Blue. Marine Four-step or Eva Three-step (1931; seit 1948 Titelmelodie der BBC-Sendung Sports Report)
- Atlantic Charter. Marsch
- Empire Builders. Marsch
- Admirals All. Nautical march
- The Nelson Touch (1940er Jahre)

#### Für Klavier
- Coquette
- Italian Suite
- Sonatina in F
- Song of Autumn
- Song of Summer

#### Für Orgel
- Toccatina (1914)
- Heroic Prelude (1928)

### Bühnenmusik
- zu Hanneles Himmelfahrt von Gerhart Hauptmann. UA ca. zwischen 1901 und 1913 London (His Majesty’s Theatre)

### Filmmusik
- 1929: The Plaything – Regie: Castleton Knight
- 1929: Kitty – Regie: Victor Saville
- 1929: Erpressung (Blackmail) – Regie: Alfred Hitchcock
- 1931: Tell England – Regie: Anthony Asquith, Geoffrey Barkas
- 1934: Wings Over Everest – Regie: Geoffrey Barkas, Ivor Montagu
- 1935: Bulldog Jack – Regie: Walter Forde
- 1935: Die 39 Stufen (The 39 Steps) – Musik zusammen mit Louis Levy; Regie: Alfred Hitchcock
- 1935: The Passing of the Third Floor Back – Regie: Berthold Viertel
- 1935: The Tunnel – Regie: Maurice Elvey
- 1936: Rhodes of Africa – Regie: Berthold Viertel
- 1936: Tudor Rose – Musik zusammen mit Louis Levy; Regie: Robert Stevenson
- 1936: Geheimagent (Secret Agent) – Regie: Alfred Hitchcock
- 1936: The Luck of the Irish – Regie: Donovan Pedelty
- 1936: His Lordship – Regie: Herbert Mason
- 1936: Sabotage – Musik zusammen mit Jack Beaver und Louis Levy; Regie: Alfred Hitchcock
- 1937: The Great Barrier – Regie: Geoffrey Barkas, Milton Rosmer
- 1937: Doctor Syn – Regie: Roy William Neill
- 1937: Non-Stop New York – Regie: Robert Stevenson
- 1938: Der Lausbub aus Amerika (A Yank at Oxford) – Musik zusammen mit Edward Ward; Regie: Jack Conway
- 1938: Yellow Sands – Regie: Herbert Brenon
- 1943: We Dive at Dawn – Regie: Anthony Asquith
- 1943: Dear Octopus – Regie: Harold French
- 1943: The Adventures of Tartu – Regie: Harold S. Bucquet
- 1943: Millions Like Us – Regie: Sidney Gilliat, Frank Launder
- 1944: Cornwall Rhapsodie (Love Story) – Musik zusammen mit Louis Levy; Regie: Leslie Arliss

- darin: Cornish Rhapsody für Klavier und Orchester

- 1945: Es blieb etwas zurück (A Place of One’s Own) – Regie: Bernard Knowles
- 1945: Drei Ehen (They Were Sisters) – Regie: Arthur Crabtree
- 1945: Die Frau ohne Herz (The Wicked Lady) (Fragment, ergänzt [oder ersetzt?] durch Musik von Hans May)